# Ghiacciaio Sullivan
Il ghiacciaio Sullivan è un ghiacciaio lungo circa 15 km, situato nell'entroterra della costa nord-occidentale dell'isola Alessandro I, al largo della costa della Terra di Palmer, in Antartide. Il ghiacciaio, il cui punto più alto si trova a oltre 900 m s.l.m., fluisce verso ovest a partire dal versante meridionale degli altopiani di Elgar, fino a unire il proprio flusso, a cui nel frattempo si è unito quello del ghiacciaio Mikado, a quello del ghiacciaio Gilbert.

## Storia
Il ghiacciaio Sullivan è stato mappato grossolanamente durante la spedizione britannica nella Terra di Graham, nel 1937, mentre è stato delineato più dettagliatamente nel 1960 da D. Searle, cartografo del British Antarctic Survey (al tempo ancora chiamato "Falkland Islands Dependencies Survey", FIDS), sulla base di fotografie aeree scattate durante la spedizione antartica di ricerca comandata da Finn Rønne, svoltasi nel 1947-48, ed è stato così battezzato dal Comitato britannico per i toponimi antartici in onore del compositore inglese Sir Arthur Sullivan.